# Рэгланд, Фелиция
Фелиция Рэй Рэгланд (англ. Felicia Rae Ragland; родилась 3 февраля 1980 года, Туларе, штат Калифорния, США) — американская профессиональная баскетболистка, выступавшая в женской национальной баскетбольной ассоциации. Была выбрана на драфте ВНБА 2002 года во втором раунде под общим 28-м номером клубом «Сиэтл Шторм». Играла на позиции атакующего защитника.

## Ранние годы
Фелиция родилась 3 февраля 1980 года в городе Туларе (штат Калифорния) в семье Генри Рэгланда и Синтии Макги, у неё есть три брата, Альфонсо, Генри и Маркус, и сестра, Джеррилин, а училась там же в Западной средней школе, в которой выступала за местную баскетбольную команду.